# Neosilurus novaeguineae
Neosilurus novaeguineae är en fiskart som först beskrevs av Weber, 1907.  Neosilurus novaeguineae ingår i släktet Neosilurus och familjen Plotosidae. Inga underarter finns listade i Catalogue of Life.